# Szymon Marcin Kossakowski
Szymon Kossakowski (1741-25 avril 1794), un des chefs de la Confédération de Targowica et dernier Hetman de Lituanie.

## Sources
- Notices d'autorité :   - VIAF
  - ISNI
  - LCCN
  - GND
  - Pologne
  - NUKAT
  - WorldCat

- (en) Cet article est partiellement ou en totalité issu de l’article de Wikipédia en anglais intitulé « Szymon Kossakowski » (voir la liste des auteurs).

- (pl) Cet article est partiellement ou en totalité issu de l’article de Wikipédia en polonais intitulé « Szymon Kossakowski » (voir la liste des auteurs).